# (435159) 2007 LQ19
(435159) 2007 LQ19 – planetoida z grupy Apollo, należąca do obiektów NEO i PHA. Planetoida została odkryta w czerwcu 2007 roku. Nazwa planetoidy jest oznaczeniem tymczasowym.

## Orbita
Trajektoria (435159) 2007 LQ19 jest nachylona do płaszczyzny ekliptyki pod kątem 17,05°. Na jeden obieg wokół Słońca ciało to potrzebuje 4 lat i 77 dni, krążąc w średniej odległości 2,60 j.a. po mocno eliptycznej orbicie. Zaliczany jest do planetoid bliskich Ziemi i jej potencjalnie zagrażających.